# Seedorf (Jerichow)

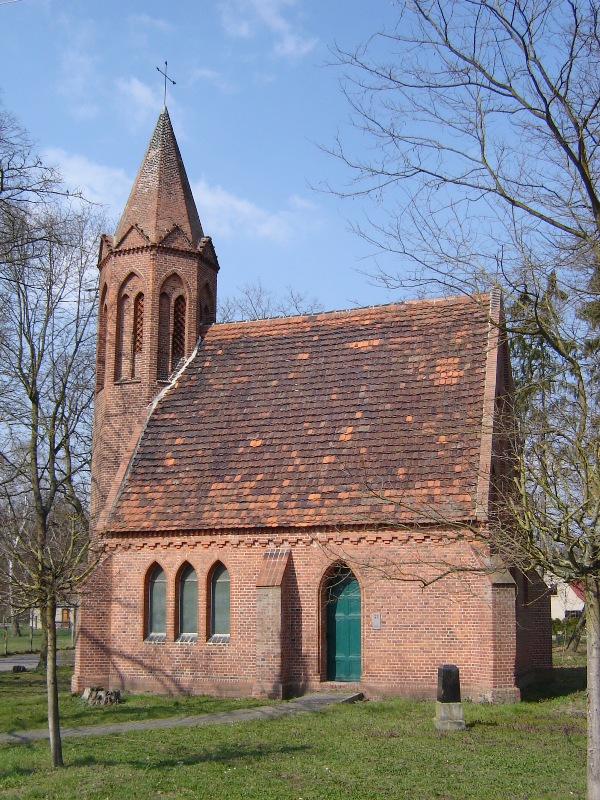
Gutskapelle in Seedorf

Seedorf ist ein Ortsteil der Einheitsgemeinde Stadt Jerichow im Landkreis Jerichower Land in Sachsen-Anhalt.

## Geographie
Das Dorf Seedorf liegt 2,6 Kilometer südlich von Nielebock direkt am Elbe-Havel-Kanal und ist durch eine Stichstraße zu erreichen.

## Geschichte

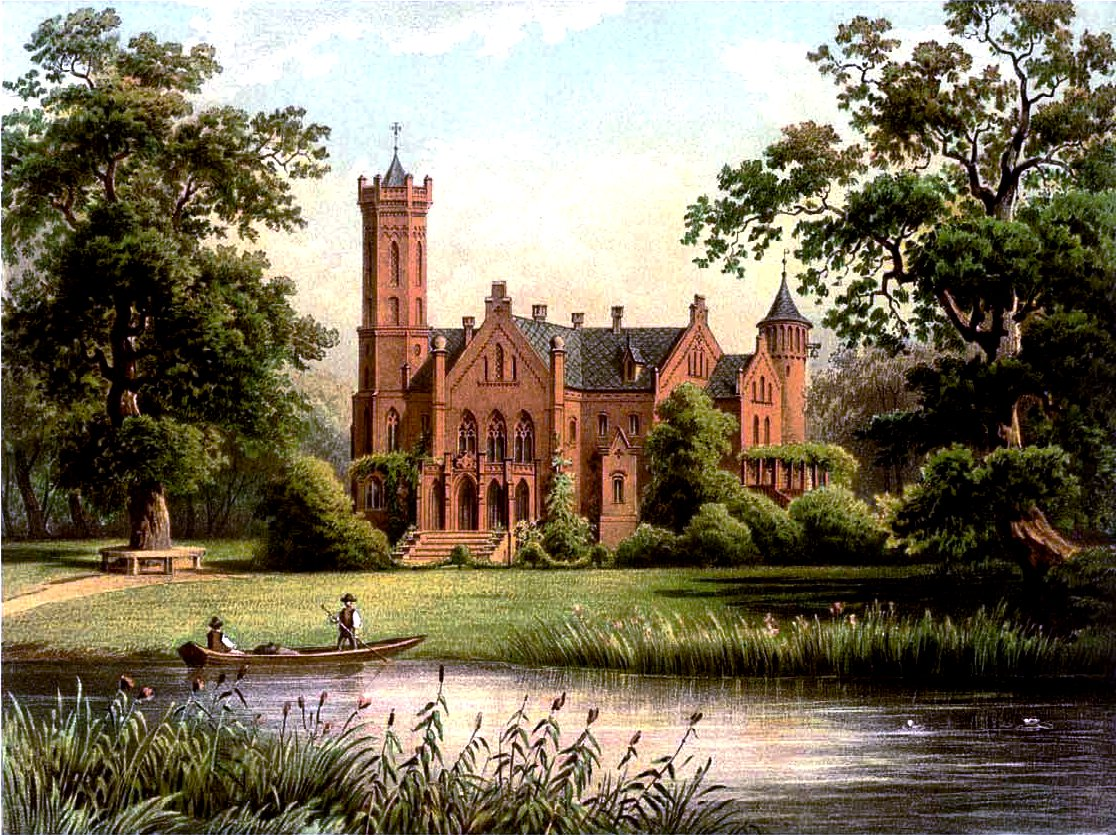
Schloss Seedorf um 1860, Sammlung Alexander Duncker

Seedorf fand seine erste Erwähnung im Lehnsverzeichnis des Magdeburger Erzbistums von 1440, in dem es „Sedorp“ genannt wird. Das Verzeichnis weist aus, dass die Brüder Gevehard und Hildebrand von Plotho mit dem Ort belehnt waren. Die Siedlung entstand wahrscheinlich im Zusammenhang mit einer alten, am Fluss Ihle gelegenen Niederungsburg. Nach der Inbesitznahme durch die Grafen von Wartensleben errichteten diese auf den Fundamenten der Burg ein Schloss. Mit seinen hohen Wachtürmen, doppelten Mauern und Wassergräben gehörte es zu den stärksten Befestigungsanlagen im Jerichower Land. Es wurde nach dem Zweiten Weltkrieg abgerissen. Seit 1845 führt der Elbe-Havel-Kanal unmittelbar an Seedorf vorbei. Dies hatte die Ansiedelung einer Ziegelei zur Folge, die bis zum Ersten Weltkrieg in Betrieb war. Am 30. September 1928 wurde der Gutsbezirk Seedorf in eine Landgemeinde umgewandelt.
Am 20. Juli 1950 wurde die bis dahin eigenständige Gemeinde Seedorf nach Nielebock eingemeindet.
1910 hatte Seedorf 107 Einwohner. Die Einwohnerzahl erhöhte sich auf 118 im Jahre 1939. Bis zum 31. Dezember 2009 gehörte Seedorf zu Nielebock.

## Politik

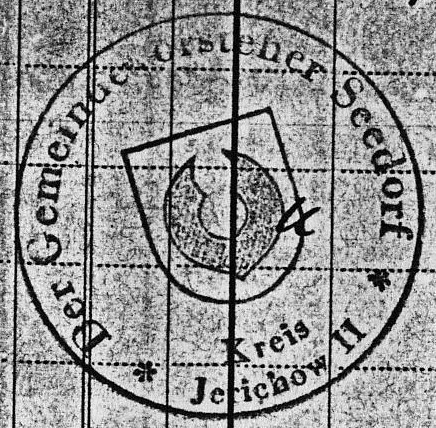
Altes Siegel der Gemeinde Seedorf

### Historisches Wappenbild
Die ehemalige Gemeinde Seedorf führte in ihrem Gemeindesiegel schon einmal ein wappenähnliches Siegelbild. Dieses wurde im Zeitraum nach dem Zweiten Weltkrieg bis ca. der Einführung der Bezirke und Kreise in der DDR (1945–1952) benutzt.

## Bauwerke
Die Gutskapelle Seedorf wurde 1868 neu an Stelle einer Kirche aus dem 13. Jahrhundert erbaut.